# Lee Kwang-soo
Lee Kwang-soo (이광수?, I Gwang-suLR; Namyangju, 14 luglio 1985) è un attore, comico e modello sudcoreano.

## Carriera
Ha debuttato nel 2008 in Geubun-i osinda e dal 2010 la sua fama è cresciuta grazie alla sua partecipazione nel cast regolare del programma Running Man, ruolo che gli ha conferito il soprannome di "Principe dell'Asia" per il numeroso seguito all'estero. Ha raggiunto il consenso come attore con il drama Gwaenchanh-a, sarang-i-ya e il film Joh-eun chingudeul, entrambi del 2014. Nel 2016 ha partecipato al drama Entourage insieme a Seo Kang-joon e Lee Dong-hwi. Ha successivamente preso parte alla sitcom Il suono del tuo cuore. Nel 2017 prende parte al variety show di Netflix Busted!.